# Burriana
Burriana (em castelhano) ou Borriana (em valenciano) é um município da Espanha na província de Castelló, Comunidade Valenciana. Tem 47 km² de área e em 2021 tinha 34 903 habitantes (densidade: 742,6 hab./km²).

## Demografia
| Variação demográfica do município entre 1991 e 2004 | Variação demográfica do município entre 1991 e 2004 | Variação demográfica do município entre 1991 e 2004 | Variação demográfica do município entre 1991 e 2004 |
| --------------------------------------------------- | --------------------------------------------------- | --------------------------------------------------- | --------------------------------------------------- |
| 1991                                                | 1996                                                | 2001                                                | 2004                                                |
| 25 671                                              | 26 211                                              | 26 757                                              | 30 059                                              |